# マリーナ・レヴィツカ
マリーナ・レヴィツカ（Marina Lewycka、1946年 - ）は、ウクライナ系のイギリスの小説家。

## 経歴
1946年、ドイツ・キールの難民キャンプで生まれ、間もなく一家でイングランドへ移住。現在はサウス・ヨークシャーのシェフィールドに住んでいる。1968年、イギリスのキール大学を英語と哲学の修士を取得して卒業。1969年、英文学の学士を取得してヨーク大学を卒業。
キングス・カレッジ・ロンドンで博士号の取得を目指したが、修了はしていない。2012年3月までシェフィールド・ハラム大学でメディア研究の講師を定年まで務めた。

## 作品
2005年、デビュー作『おっぱいとトラクター』でコミカルな作品に贈られるボランジェ・エブリマン・ウッドハウス賞を受賞、女性の受賞者はレヴィツカが初めてである。また、2005/2006年のウェイヴァートン・グッド・リード・アワードとサーガ賞を受賞した。ブッカー賞の一次候補（ロングリスト）に入ったが、最終候補には残らなかった。オレンジ賞（現・ベイリーズ賞）の最終候補になった。同作は35か国語に翻訳された。
2007年3月、2作目となる"Two Caravans" を上梓（アメリカ・カナダでは"Strawberry Fields" と改題）。2008年、オーウェル賞の候補となる。2009年7月、3作目の小説"We Are All Made of Glue" を、2012年3月に第4作"Various Pets Alive and Dead" を上梓。
2009年、イギリスの著名作家38名が参加した、オックスファムが主催するアンソロジー小説プロジェクト「オックス・テールズ」に参加し、短編"The Importance of Having Warm Feet" を発表。同年後半にはアムネスティ・インターナショナルのアンソロジー小説"Freedom" に短編"Business Philosophy" を発表。
フィクションの他、高年者のケアに関する著書も多数ある。